# 나유타
나유타(那由他, 那由陀, 那庾多)는 인도의 수의 단위 명칭으로서, 산스크리트어 nayuta (또는 nayutaḥ, niyutam (Sanskrit:  नयुतः, नियुतम्)를 음역한 말이다. 나유다(那由多), 니유다(尼由多), 나유(那由), 나술(那述, 那術)이라고도 한다. 나유타는 산스크리트어로 '헤아릴 수 없을 만큼 많은 수'라는 뜻이다. 불교 경전에서 구지(俱胝), 아승기(阿僧祇) 등과 함께 많은 수를 나타내는 수의 단위로 자주 사용된다. 
화엄경에서는 아유다(ayuta, 阿由多, 阿諛多)를 제곱한 수의 단위로 나온다. 다만 수의 단위는 화엄경 번역본에 따라 차이가 있다. 80 권본 대방광불화엄경(大方廣佛華嚴經) 제 30 아승기품에서는 나유타는 124 개의 큰 수 단위 중 제 4 번째의 수의 단위로 {\displaystyle 10^{(7\cdot 2^{2})}} 즉 {\displaystyle 10^{28}}이다. 참고로 여기에서 구지는 2번째 나오는 수의 단위로 {\displaystyle 10^{7}}이고, 아승기는 제 105 번째의 수의 단위로 {\displaystyle 10^{(7\cdot 2^{103})}}가 된다. 
한편 60 권본 대방광불화엄경(大方廣佛華嚴經) 제 25 심왕보살문아승기품(心王菩薩問阿僧祇品)에 의하면 나유타는 121 개의 큰 수 단위 중 제 3 번째의 수의 단위로 {\displaystyle 10^{(10\cdot 2^{2})}} 즉 {\displaystyle 10^{40}}가 된다. 
참고로 여기에서 구지, 즉 구리(拘梨)는 첫 번째 나오는 수의 단위로 {\displaystyle 10^{10}}이고, 아승기는 103 번째의 수의 단위로서 {\displaystyle 10^{(10\cdot 2^{102})}} 즉 {\displaystyle 10^{(5\cdot 2^{103})}}가 된다.
나유타(那由他)는 한자 문화권에서도 수의 단위로 사용된다. 
원대의 주세걸(朱世傑)이 원 대덕(大德) 3년(1299년)에 편찬한 《산학계몽(算學啓蒙)》에서는 화엄경의 내용과 달리, 나유타를 아승기의 1억배 큰 수로 제시한다. 이에 의하면 나유타(那由他)는 {\displaystyle 10^{112}},  아승기(阿僧祇)는 {\displaystyle 10^{104}}가 된다. 일반적으로 1060을 가리키며, 1072로 쓰는 경우도 있다.
일본 불교계에서 나유타는 커다란 재물을 뜻하는 의미도 있는데, 나유타 나라토안 (那由他 奈良東庵)이라고 해서 큰 의미를 자아낸다. 나유타의 1만 배는 불가사의이다.

## 같이 보기
- 큰 수